# Kelemen Béla (nyelvész, 1913–1982)
Kelemen Béla (Csíkkozmás, 1913. október 28. – Kolozsvár, 1982. december 8.) nyelvész, szótárszerkesztő, egyetemi tanár, a filológiai tudományok doktora.

## Életpályája
1935-ben szerzett tanári diplomát a kolozsvári egyetemen román nyelv és irodalomból, mellékszakként elvégezte a romanisztikát és a latin nyelvet. 1945-ig a kolozsvári római katolikus főgimnáziumban volt tanár, közben pedig 1941 és 1944 között főigazgatósági szakelőadó. 1945-től adjunktus a Bolyai Tudományegyetemen, később előadó tanár, a tanulmányi ügyek főtitkára. 1950-től nyugdíjba vonulásáig, 1978-ig osztályvezető a Kolozsvári Nyelvtudományi Intézetben, a román-magyar és a magyar-román szótárak főszerkesztője. Ezzel egyidejűleg 1957-től 1968-ig a kolozsvári egyetem román nyelvtudományi tanszékén egyetemi tanárként is munkálkodott. Tagja volt a Cercetări de Lingvistică és a Nyelv- és Irodalomtudományi Közlemények szerkesztő bizottságának, utóbbinak 1964-től helyettes felelős szerkesztőjeként tevékenykedett.

## Munkássága
Fő kutatási területei a lexikográfia és a lexikológia voltak. Vezetése alatt évtizedeken át jelentek meg román–magyar és magyar–román nagy-, közép-, iskolai és zsebszótárak. A román nyelv szótárának (Dicționarul limbii române) és az Erdélyi magyar szótörténeti tárnak a munkálataiban is közreműködött, nyelvművelő kézikönyvek szerkesztésében is segédkezett. A modern nyelvelméletekkel, a statisztikai módszerekkel is foglalkozott. Nicolae Bălcescu, Mihail Sadoveanu és Barbu Ștefănescu Delavrancea műveiből többet is magyarra fordított.

## Főbb művei
- Magyar nyelvtan és olvasókönyv a román tannyelvű gimnáziumok 1. valamint a polgári iskolák felső osztályai számára; szerk. Kelemen Béla, T. Pálffy Endre; Egyetemi Ny., Bp., 1941
- Noțiuni generale de gramatica română (Bukarest, 1957)
- Dicţionar român-maghiar; főszerk. Béla Kelemen, szerk. Vasile Breban et al.; Ed. tiinţifică, Cluj, 1957
- Magyar-román szótár; főszerk. Kelemen Béla; Ed. Ştiinţifică, Bucureşti, 1961
- Dicţionar de buzunar maghiar-romîn; Ed. Stiinţifică, Bucureşti, 1963
- Dicţionar de buzunar romîn-maghiar; Ed. Stiinţifică, Bucureşti, 1963
- Dicţionar romîn-maghiar, 1-2.; főszerk. Kelemen Béla; Akadémiai, Kolozsvár, 1964
- Helyesírási tájékoztató (Gálffy Mózessel és Márton Gyulával, Bukarest, 1969)
- Dicţionar român-maghiar pentru uz colar / Román-magyar iskolai szótár; közrem. Rita Chiricută-Marinovici, Szász Lőrinc; Ed. Didactică şi Pedagogică, Bucureşti, 1974
- Magyar helyesírási szótár (Kriterion kézikönyvek, szerk., Balogh Dezsővel, Gálffy Mózessel és Szabó T. Attilával, Bukarest, 1978)
- Kelemen Béla–Szász Lőrincː Dicţionar frazeologic român-maghiar; Ed. Didactică şi Pedagogică, Bucureşti, 1984
- Magyar-román iskolai szótár; közrem. Szász Lőrinc; Ed. Didactică şi Pedagogică, Bucureşti, 1985

## Díjak, elismerések
- Timotei Cipariu-díj (Román Akadémiától szótárszerkesztői tevékenységéért)